# Nackensteuerung

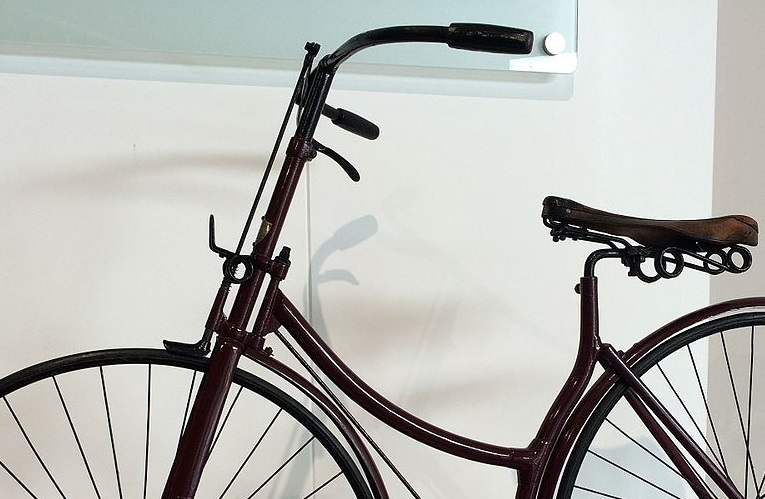
Nackensteuerung (1886) Rover III

Die Nackensteuerung ist eine Steuerung mit einem Hilfslenkrohr an Fahrrädern. Das Hilfslenkrohr, das fest mit dem Fahrradrahmen verbunden ist, verfügt an beiden Enden über Lager, die an der Lenksäule montiert sind. Die Nackensteuerung war in der Anfangszeit der Sicherheitsniederräder (1886) die übliche Bauweise und wurde Mitte der 1890er Jahre von der Sockelsteuerung mit Kugellagern abgelöst.